# Stanley Park
För parken i Liverpool, se Stanley Park, Liverpool.

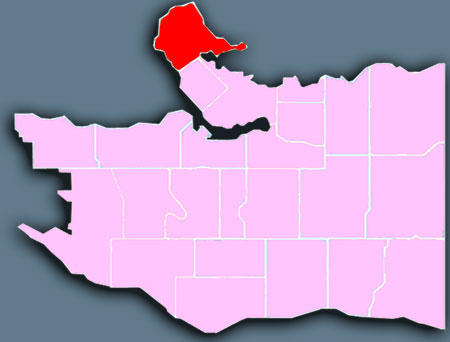
Stanley Park ligger i Vancouvers norra del.

Stanley Park är en 404,9 hektar stor stadspark i Vancouver i British Columbia, Kanada. Den invigdes 1888 av och är namngiven efter Lord Stanley of Preston, Kanadas generalguvernör.